# Никола Радев (офицер)
Доктор Никола Радев Чешмеджиев е български юрист, офицер, народен представител и общественик.

## Биография
Роден е на 7 ноември 1870 г. (26 октомври стар стил) в Хасково. Той е четвъртото дете в осемчленното семейство. Баща му се занимава с дюлгерство, а през останалото време свири на кемене на сватби. През 1885 г. завършва с отличие Хасковската реална гимназия. На 8 октомври 1886 г. постъпва във Военното училище, което завършва с отличие. На 18 май 1889 г. е произведен в чин подпоручик, служи в пехотата и артилерията. Служи в 10-и пехотен родопски полк. През 1893 г. е приведен във Военното училище като взводен офицер. Започва да учи право в Софийския университет, където завършва с отличие за две години, същевременно работи като адютант-ковчежник във Военното училище. През 1895 – 1896 г. е изпратен е на специализация в Париж, където завършва административно право, международно публично право, основно и сравнително публично право и политическа икономия. През юли 1896 г. пред шестчленно жури, председателствано от Едмонд Пикар, в Брюксел защитава докторат по право. През октомври 1896 г. защитава и докторат по административни и политически науки. След завръщането си в България е назначен от княз Фердинанд за аташе, а след това и за ординарец. От 1899 г. е флигел-адютант. В периода 1896 – 1902 г. живее в Царския дворец и съпровожда княз Фердинанд във всичките му пътувания. През 1901 г. се жени за дъщерята на Иван Евстратиев Гешов Анна Гешова. От 1901 г. е помощник-прокурор в Софийския военен съд. Произведен е в чин майор. На 20 април 1905 г. е уволнен от служба. Защитник е на Иван Евстратиев Гешов в делото за наследството на Евлоги Георгиев. Избран е за член на централното бюро на Народната партия. През 1911 г. е избран за народен представител в Петото велико народно събрание, където е секретар. По време на Балканската война е делегат на Червения кръст, организира материалната част на всички полски болници от Софийската дивизионна област. Почива през 1952 г. в София.

## Военни звания
- Подпоручик (18 май 1889)
- Поручик (2 август 1892)
- Капитан (1898)
- Майор (1904)
- о.з. Подполковник (30 май 1818)

## Отличия
- 1913 г. – провъзгласен е за почетен председател на XXIII Международен конгрес за обществена помощ и спасение в Брюксел
- Дипломиран член-кореспондент на Френското археологическо дружество[7]

## Трудове
- „Лева като емблема на Българската военна мощ“ ((fr))
- „Историята на кърджалийската епоха и бунта на Осман Пазвантоглу в края на XIX и началото на XX столетие“, труд от 2000 страници с включени повече от 800 официални турски и исторически документи
- „Митологическа енциклопедия – словотълкувател на всички божества, богини, музи и пр.“
- „Медицинско-юридически словар“, заедно с д-р Параскев Стоянов[8]